# Fotoperiodismo
Col termine fotoperiodismo si indica quel complesso di reazioni che gli organismi presentano al ritmo ambientale giornaliero e stagionale dei periodi di luce (fotofase) e di oscurità (scotofase).

Questo fenomeno ha un'enorme importanza biologica, perché influenza la morfologia, la fisiologia, l'etologia e l'ecologia dei viventi.

Il numero delle ore che intercorrono fra l'alba ed il tramonto varia nei diversi luoghi, in funzione del periodo dell'anno e della latitudine :

- alla latitudine di 0° (equatore) è sempre di 12 ore;
- alla latitudine di 15° varia da 11 a 13 ore;
- alla latitudine di 30° varia da 10 a 14 ore;
- alla latitudine di 45° varia da 9 a 15 ore;
- alla latitudine di 60° varia da 6 a 18 ore.

I cicli stagionali sono circa gli stessi ogni anno e i viventi coordinano con essi le loro attività.

Il fotoperiodismo nelle piante (scoperto nel 1920) determina, in particolare, l'epoca della fioritura, infatti se queste non sono sottoposte ad una precisa serie di ore di luce e di buio non fioriscono; possiamo distinguere a tal fine:

- piante a giorno lungo o longidiurne, che fioriscono quando il periodo di illuminazione supera una certa soglia minima giornaliera (avena, erba medica, fava, frumento, lino, orzo, segale, patata, pisello)
- piante a giorno breve o brevidiurne, che fioriscono quando il periodo di illuminazione non supera una certa soglia massima giornaliera (arachide, canapa, cotone, mais, riso, tabacco);
- piante indifferenti o neutrodiurne, che fioriscono indipendentemente dalla durata del periodo di illuminazione. Molte di queste sono state alterate nella loro sensibilità al fotoperiodo dalla selezione e dalla coltivazione dell'uomo e sono diventate neutrodiurne ad esempio il mais la soia e il fagiolo.

In generale sono brevidiurne le piante che si sono evolute fino a 30° di latitudine, longidiurne quelle delle latitudini più elevate.
Girasole, riso, mais, pisello e pomodoro sono neutrodiurne.
Il fotoperiodismo ha grande importanza anche per gli animali. Ad esempio, quando verso la fine dell'autunno i giorni si accorciano sensibilmente, gli insetti cominciano a subire adattamenti fisiologici necessari alla loro sopravvivenza invernale.